# My Life Would Suck Without You
"My Life Would Suck Without You" là bài hát được trình diễn bởi ca sĩ-nhạc sĩ pop rock người Mỹ Kelly Clarkson. Đây cũng là đĩa đơn đầu tiên trong album phòng thu thứ tư của cô, với tên gọi All I Ever Wanted. Dr. Luke và Max Martin, tác giả hit nổi tiếng của cô "Since U Been Gone" chính là nhà sản xuất và sáng tác nên ca khúc này. Ngoài ra, còn có Claude Kelly là người góp phần cho việc viết lời. Với đĩa đơn này, lần thứ hai cô giành được vị trí quán quân tại Mỹ sau "A Moment Like This" năm 2002, lần thứ ba quán quân tại Canada (trước đó là "A Moment Like This" và "Since U Been Gone"), đồng thời là lần đầu tiên bài hát của một Idol Mỹ #1 tại Anh trên bảng xếp hạng UK Singles Chart.

## Các bài hát
Đĩa đơn quảng bá
1. "My Life Would Suck Without You" (Phiên bản chính) [03:33]
2. "My Life Would Suck Without You" (Main Version with Intro) [03:51]

Đĩa đơn số
1. "My Life Would Suck Without You" (Phiên bản chính) [03:33]

Đĩa đơn CD (B001PS0EWU) 
1. "My Life Would Suck Without You" (Phiên bản chính) [03:31]
2. "My Life Would Suck Without You" (Nhạc đệm) [03:31]

Maxi CD single (88697463372)
1. "My Life Would Suck Without You" (Phiên bản chính) [03:31]
2. "My Life Would Suck Without You" (Nhạc đệm) [03:31]
3. "Don't Waste Your Time" (Phiên bản chính) [03:36]
4. "My Life Would Suck Without You" (Video) [Enhanced]

Remix không chính thức
1. Bryan Reyes & Amy Alderman Miami Mix - 8.52
2. Frisia & Lamboy Club Mix - 4.02
3. Chriss Ortega Radio Mix - 4.44
4. Chriss Ortega Club Mix - 6.30
5. DJ Tim A's Radio Edit - 4.40
6. JGZ 2009's Hands Up! Club RmX - 5.19

## Xếp hạng và chứng nhận
| Bảng xếp hạng (2009)                  | Vị trí cao nhất |
| ------------------------------------- | --------------- |
| Anh Quốc (OCC)                        | 1               |
| Áo (Ö3 Austria Top 40)                | 6               |
| Bỉ (Ultratop 50 Flanders)             | 18              |
| Bỉ (Ultratip Wallonia)                | 2               |
| Cộng hòa Séc (Rádio Top 100)          | 15              |
| Canada (Canadian Hot 100)             | 1               |
| Đan Mạch (Tracklisten)                | 31              |
| Châu Âu Hot 100 Singles (Billboard)   | 2               |
| Phần Lan (Suomen virallinen lista)    | 21              |
| Đức (GfK)                             | 6               |
| Hungary (Rádiós Top 40)               | 1               |
| Ireland (IRMA)                        | 4               |
| Israel (Media Forest)                 | 3               |
| Nhật Bản (Japan Hot 100)              | 7               |
| Hà Lan (Dutch Top 40)                 | 3               |
| New Zealand (Recorded Music NZ)       | 11              |
| Slovakia (Rádio Top 100)              | 13              |
| Tây Ban Nha (PROMUSICAE)              | 38              |
| Tây Ban Nha Airplay PROMUSICAE        | 19              |
| Thụy Điển (Sverigetopplistan)         | 2               |
| Thụy Sĩ (Schweizer Hitparade)         | 5               |
| Hoa Kỳ Billboard Hot 100              | 1               |
| Hoa Kỳ Adult Contemporary (Billboard) | 16              |
| Hoa Kỳ Adult Pop Airplay (Billboard)  | 3               |
| Hoa Kỳ Pop Airplay (Billboard)        | 3               |
| Hoa Kỳ Dance Club Songs (Billboard)   | 7               |
| Úc (ARIA)                             | 4               |

| Quốc gia                                                                           | Chứng nhận  | Số đơn vị/doanh số chứng nhận |
| ---------------------------------------------------------------------------------- | ----------- | ----------------------------- |
| Úc (ARIA)                                                                          | Bạch kim    | 70.000^                       |
| Canada (Music Canada)                                                              | 2× Bạch kim | 80,000*                       |
| New Zealand (RMNZ)                                                                 | Vàng        | 7.500*                        |
| Anh Quốc (BPI)                                                                     | Bạc         | 365,720                       |
| Hoa Kỳ (RIAA)                                                                      |             | 2.709.000                     |
| * Chứng nhận dựa theo doanh số tiêu thụ. ^ Chứng nhận dựa theo doanh số nhập hàng. |             |                               |

| Bảng xếp hạng (2009)     | Vị trí |
| ------------------------ | ------ |
| Australian Singles Chart | 40     |
| Canadian Hot 100         | 20     |
| German Singles Chart     | 31     |
| Dutch Singles Chart      | 15     |
| Hungarian Singles Chart  | 16     |
| Swiss Singles Chart      | 55     |
| UK Singles Chart         | 46     |
| Billboard Hot 100        | 23     |

## Phát hành
| Quốc gia      | Ngày phát hành      | Định dạng                    | Nhãn hiệu            |
| ------------- | ------------------- | ---------------------------- | -------------------- |
| Hoa Kỳ        | 13 tháng 1 năm 2009 | Airplay                      | RCA Records          |
| châu Âu       | 16 tháng 1 năm 2009 | Download nhạc số             | Sony Music           |
| Canada        | 16 tháng 1 năm 2009 | Download nhạc số             | Sony Music           |
| Hoa Kỳ        | 16 tháng 1 năm 2009 | Download nhạc số             | RCA Records          |
| Úc            | 19 tháng 1 năm 2009 | Download nhạc số             | Sony Music           |
| Úc            | 2 tháng 2 năm 2009  | Đĩa đơn CD                   | Sony Music           |
| New Zealand   | 19 tháng 1 năm 2009 | Download nhạc số             | Sony Music           |
| Ý             | 30 tháng 1 năm 2009 | Download nhạc số             | Sony Music           |
| Liên hiệp Anh | 21 tháng 2 năm 2009 | Download nhạc số             | RCA Label Group (UK) |
| Liên hiệp Anh | 2 tháng 3 năm 2009  | Đĩa đơn CD                   | RCA Label Group (UK) |
| Hà Lan        | 16 tháng 2 năm 2009 | Download nhạc số             | Sony Music           |
| Đức           | 27 tháng 2 năm 2009 | Đĩa đơn CD, Download nhạc số | Sony Music           |